# (33750) Davehiggins
(33750) Davehiggins (1999 RD2) – planetoida z grupy pasa głównego asteroid okrążająca Słońce w ciągu 4,67 lat w średniej odległości 2,79 j.a. Odkryta 6 września 1999 roku.